# No hay imposibles
Albums par Chayanne
Mi tiempo
(2007)
No hay imposibles (en français : Rien n'est Impossible) est le 21e album studio du chanteur portoricain Chayanne. Il est sorti le 23 février 2010 sous le label de Sony Musique.

## Liste des titres
1. "Si no estás" - 4:17
2. "Me pierdo contigo" - 3:56
3. "Por esa mujer" - 3:47
4. "Me enamoré de ti" - 4:23
5. "Siento" - 3:50
6. "Dime" - 3:43
7. "Tu boca" - 3:22
8. "Besos en la boca" - 3:00
9. "El hombre que fui" - 3:50
10. "No hay imposibles" - 5:08
11. "Dame dame" - 3:27